# Thüringer Landeswappen
Das Thüringer Landeswappen zeigt im blauen Schild den von Rot und Silber siebenfach geteilten, golden bewehrten und gekrönten Bunten Löwen der Ludowinger, den Landgrafen von Thüringen, begleitet von acht silbernen Sternen.
Das Thüringer Wappen ist dem hessischen sehr ähnlich. Der hessische Löwe steht ebenfalls in blauem Felde, ist aber neunfach von Silber und Rot geteilt sowie golden bewehrt. Er ist ungekrönt und die Sterne fehlen. Der Wappenschild ist – im Gegensatz zu dem Thüringens – von einer sogenannten Volkskrone gekrönt.

## Geschichte des Wappens

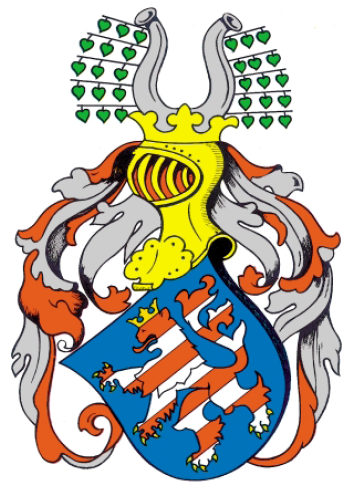
Vollwappen des Wettiner Landgrafen Albrecht um 1265

Als älteste farbige Darstellung des Thüringer Urwappens blieb der Wappenschild des Landgrafen Konrad von Thüringen aus dem 13. Jahrhundert erhalten. Der Thüringisch-hessische Erbfolgekrieg entließ Hessen 1264/65 in die politische Selbstständigkeit, das seitdem den Bunten Löwen umgekehrt gestreift (silber-rot) im Wappen führt.

### Das Wappen von 1921 bis 1933

Das Thüringer Wappen 1921–1933

Das Landeswappen für das Land Thüringen wurde am 7. April 1921 verliehen. Es zeigt sieben silberne Sterne auf rotem Grund. Die sieben Sterne stehen für die sieben Staaten Sachsen-Weimar-Eisenach, Sachsen-Meiningen, Sachsen-Gotha, Sachsen-Altenburg, Volksstaat Reuß, Schwarzburg-Sondershausen und Schwarzburg-Rudolstadt, aus denen das Land am 1. Mai 1920 gebildet wurde.

### Das Wappen von 1933 bis 1945

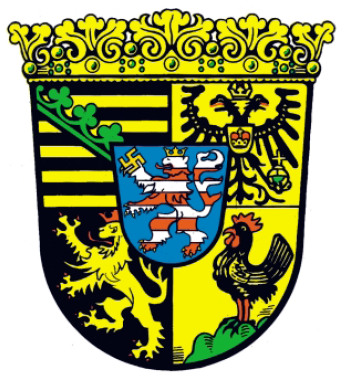
Das Thüringer Wappen 1933–1945

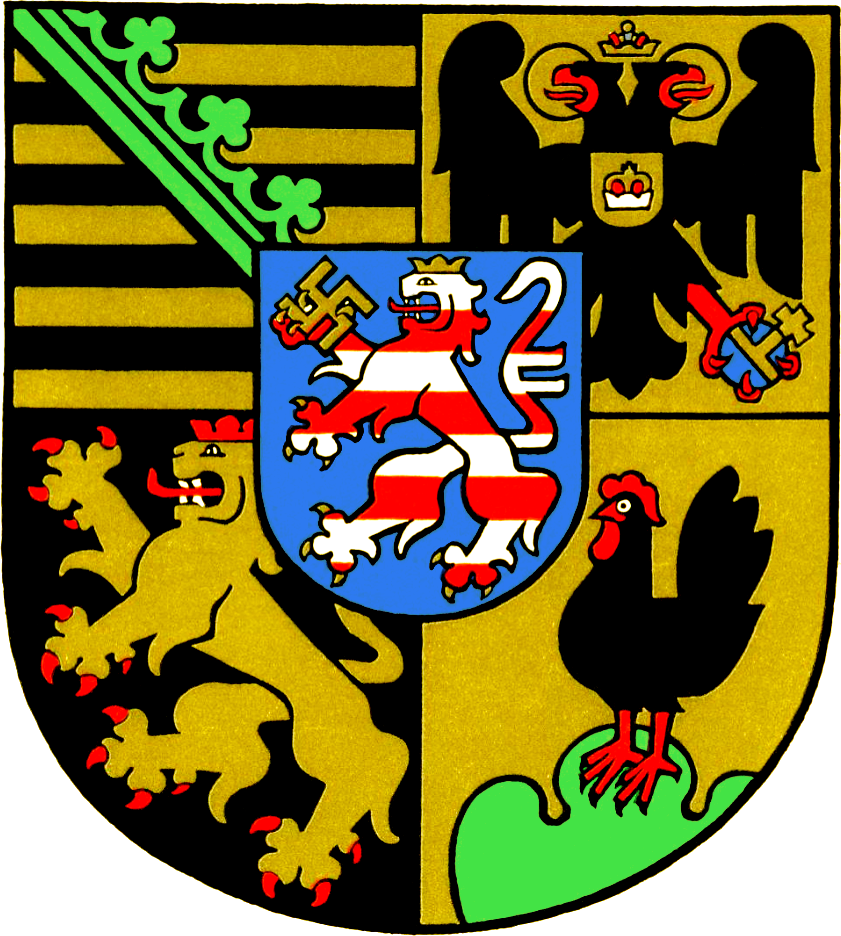
Wappenversion ohne Krone

1933 wurde dem Land von der nationalsozialistischen Landesregierung ein anderes Wappen eingeführt, da die Nationalsozialisten sich an den an Davidsterne erinnernden Sternen störten. Das von den Nationalsozialisten verliehene Landeswappen zeigte einen hessischen Löwen in der Mitte (Symbol der Landgrafen von Thüringen) mit Hakenkreuz in der rechten Pfote, oben waren der sächsische Rautenkranz (Symbol der Ernestinischen Gebiete) und der Schwarzburger Adler zu sehen. Unten waren der reußische Löwe und die Henne der Henneberger abgebildet. Das Wappen orientierte sich vom Aufbau und Inhalt stark an dem Wappen des Herzogtums Sachsen-Coburg und Gotha und wurde von 1933 bis 1945 verwendet. Als Kleines Staatswappen wurde von Behörden nur der Herzschild geführt. Gestaltet wurde das Wappen von dem Altenburger Maler Ernst Müller-Gräfe. Wegen seiner Symbolik wurde es auch als „Thüringer Tiergarten“ apostrophiert.

### Das Wappen von 1945 bis 1952

Das Thüringer Wappen 1945–1952

Im Juli 1945 erhielt Thüringen sein nunmehr drittes Hoheitszeichen, einen goldenen Löwen auf rotem Grund, umgeben von jetzt acht silbernen Sternen. Der neu aufgenommene Stern symbolisierte jene Gebiete des preußischen Thüringen – der 1944 aus der Provinz Sachsen ausgegliederte Regierungsbezirk Erfurt einschließlich des seit diesem Zeitpunkt zugehörigen Kreises Herrschaft Schmalkalden – die im Sommer 1945 in das Land integriert wurden. In der DDR wurde 1952 mit dem Land Thüringen auch dessen Wappen abgeschafft.

### Das jetzige Wappen
1991 wurde die Wappenbeschreibung des jetzigen Thüringer Wappens aus den historischen Grundlagen abgeleitet, sie ist Bestandteil des Gesetzes über die Hoheitszeichen des Landes Thüringen vom 30. Januar 1991. Der achte Stern steht für die zum Freistaat Thüringen gehörenden, ehemals preußischen und vormals teilweise hessischen Gebiete (u. a. Artern, Erfurt, Mühlhausen, Nordhausen, Schmalkalden und Suhl). Die Gestaltung des Wappens ist ein Entwurf des Thüringer Grafikers Lothar Freund aus dem Jahr 1992.

## Wappenzeichen

Thüringer Wappenzeichen

Da das Wappen nur von Landeseinrichtungen verwendet werden darf, wurde für die Öffentlichkeit, die ihre Verbundenheit mit Thüringen zeigen will, eine abgewandelte Version als Wappenzeichen eingeführt.

## Wappengalerie

Landkreis Sömmerda
Unstrut-Hainich-Kreis
Wartburgkreis
Bad Langensalza (Mischform aus hessischem und thüringischem Löwen)
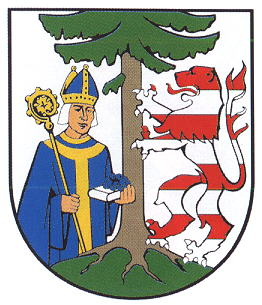
Bad Tennstedt
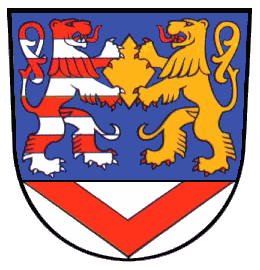
Steinthaleben
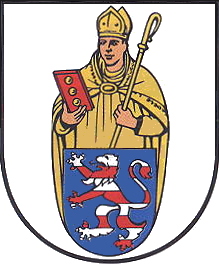
Buttelstedt
Landkreis Weimarer Land

## Siehe auch

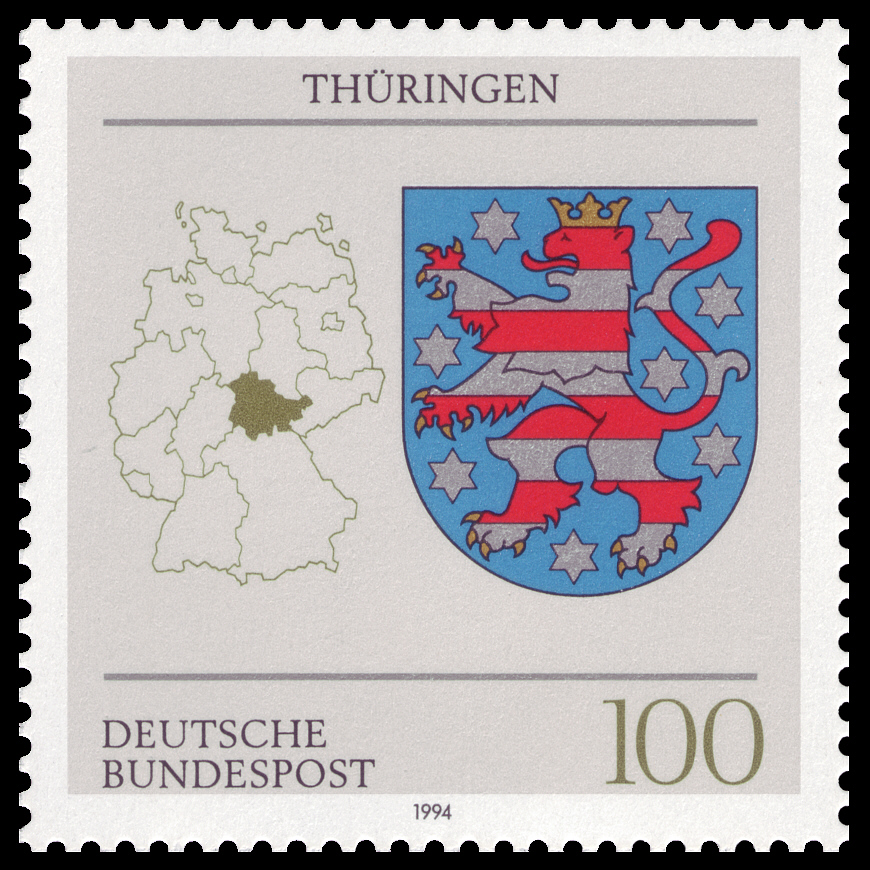
Briefmarke von 1994 aus der Serie: Wappen der Länder der Bundesrepublik Deutschland